# Marie d'Orliac
Marie d'Orliac (Domaize, 5 décembre 1889 - Neuilly-sur-Seine, 13 mars 1952), devenue Marie Bohn après son mariage, a été à l'origine de deux institutions françaises à Londres : l'Institut français du Royaume-Uni et le lycée français de Londres, dont elle a posé les fondements à partir de 1910 sous le nom d’Université des lettres françaises.
Son nom a été donné en 2008 à l'une des écoles primaires dépendant du lycée, située à Fulham.

## Liens externels
- Site du lycée français Charles-de-Gaulle
- « Home / Institut français du Royaume-Uni », sur Institut français du Royaume-Uni (consulté le 31 août 2020)
- « French Embassy In The United Kingdom », sur ambafrance.org.uk via Wikiwix (consulté le 10 octobre 2023)